# خلل التنسج
خلل التنسّج (بالإنجليزية: Dysplasia)، هي كلمة مشتقة من الأصل الإغريقي: "Dys" بمعنى «سيئ» أو «صعب»/ و"plasis" بمعنى «تشكّل». وهو مفهوم يستخدم في علم الأمراض، ليصف شذوذا في النمو أو خللا ظهاريا (epithelial) في التمايز (خلل التنسّج الظّهاري).
أما مصطلحات مثل: خلل تنسّج الورك Hip dysplasia أوخلل تنسّج الكلى Renal dysplasia، فهي تشير إلى شذوذ في نمو الخلايا، على المستوى الكبير أو الصغير.
أما متلازمة خلل التنسج النقوي (Myelodysplastic Dysplasia)، فهي خلل التنسج في الخلايا الصانعة للدمّ، يظهر ارتفاعا في عدد الخلايا غير الناضجة في نخاع العظم، وانخفاضا في الخلايا لناضجة والعاملة في الدم.

## خلل التنسّج الظّهاريّ
يتكون خلل التنسّج الظاهري من تضخّم في الخلايا غير الناضجة، بالترافق مع انخفاض في عدد الخلايا الناضجة خلل التنسج هو مؤشّر مبكّر عادةً لوجود ورم. يستخدم مصطلح «خلل التنسج» عادةً لوصف الشذوذ الخلويّ المحصور في النسيج المحدث، كما في حالة الورم في الموضع الأصلي (In-situ neoplasm).
ويمكن للبعض أن يخلط بين خلل التنسج (الذي يحدث فيه تأخر لنضج وتمايز الخلايا) وبين الحؤول (Metaplasia) (حيث يتم استبدال خلايا ناضجة ومتمايزة بأخرى ناضجة ومتمايزة من نوع آخر.

### أمثلة

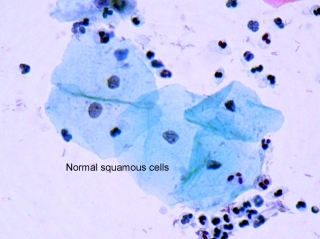
خلل تنسّج

من الأمثلة على خلل التنسج: خلل تنسج ظهاري في عنق الرحم (خلل التنسج العنقي)، حيث يكون هناك زيادة في الخلايا غير الناضجة لكن دون أن يحدث اقتحام من قبلها لطبقة الغشاء القاعديّ إلى الأنسجة الأكثر عمقا. كذلك من الحالات المشابهة: خلل التنسج المهبلي (vaginal Intrapithelial neoplasia) وأورام الفرج داخل الطبقة الظهارية (vulvar intraepithelial neoplasia [الإنجليزية]).

### التحرّي (Screening)
بعض الفحوصات التي تُجرى لتحرّي وجود سرطان من عدمه تُسمّى «تحرٍّ من أجل خلل تنسج ظهاري». المبدأ الكامن وراء هذه التجارب هو أن الأطباء يتوقعون حدوث النمو الشاذ في نفس المعدل في الفرد النموذجي كما في العديد من الأشخاص الآخرين. عادةً إذا أجرى الطبيب فحصا ولم يجد أثرا خطيرا لخلل تنسج، فإنّ هناك احتمال ضئيل لتكوّنه الفترة محددة قادمة تتيح لفرصة تكون خلل تنسج جديد ويعنر مضيعة للموارد الطبية للمريض ومقدم الرعاية الصحية لأن فرص الكشف عن أي شيء منخفضة للغاية. بعض الأمثلة على ذلك في الممارسة العملية هي أنه إذا كان المريض الذي أجرى التنظير لم يكشف أخذ خزعة عن خلل التنسج أثناء الفحص للمريء، فإن هناك فرصة ضئيلة لاختبار الكشف عن أي خلل التنسج لهذا المريض في غضون ثلاث سنوات.
أما الأشخاص الذين لديهم احتمال متوسط بتطوّر سرطان في القولون أوالمستقيم، فعليهم إجراء تحرٍّ آخر بعد 10 سنوات إذا لم يكشف الفحص وجود خلل ما. وبعد 5 سنوات إذا اكتُشف لديهم فقط 1-2 سليلة ورمية غدّية (Adenomatous polyps).

### التغيرات الدقيقة
يتّسم خلل التنسّج بأربعة تغيرات مرضيّة دقيقة:
1. تفاوت الكريّات: أي أن أحجام الخلايا تكون غير متساوية.
2. وجود الكريّيات البكيلة [الإنجليزية]: أي وجود كريّات بأشكال غير طبيعية.
3. فرطا لانصباغ.[8]
4. وجود أشكال تفتّلية (Mitotic figures): عدد غير معتاد من الخلايا التي تنقسم.[9]

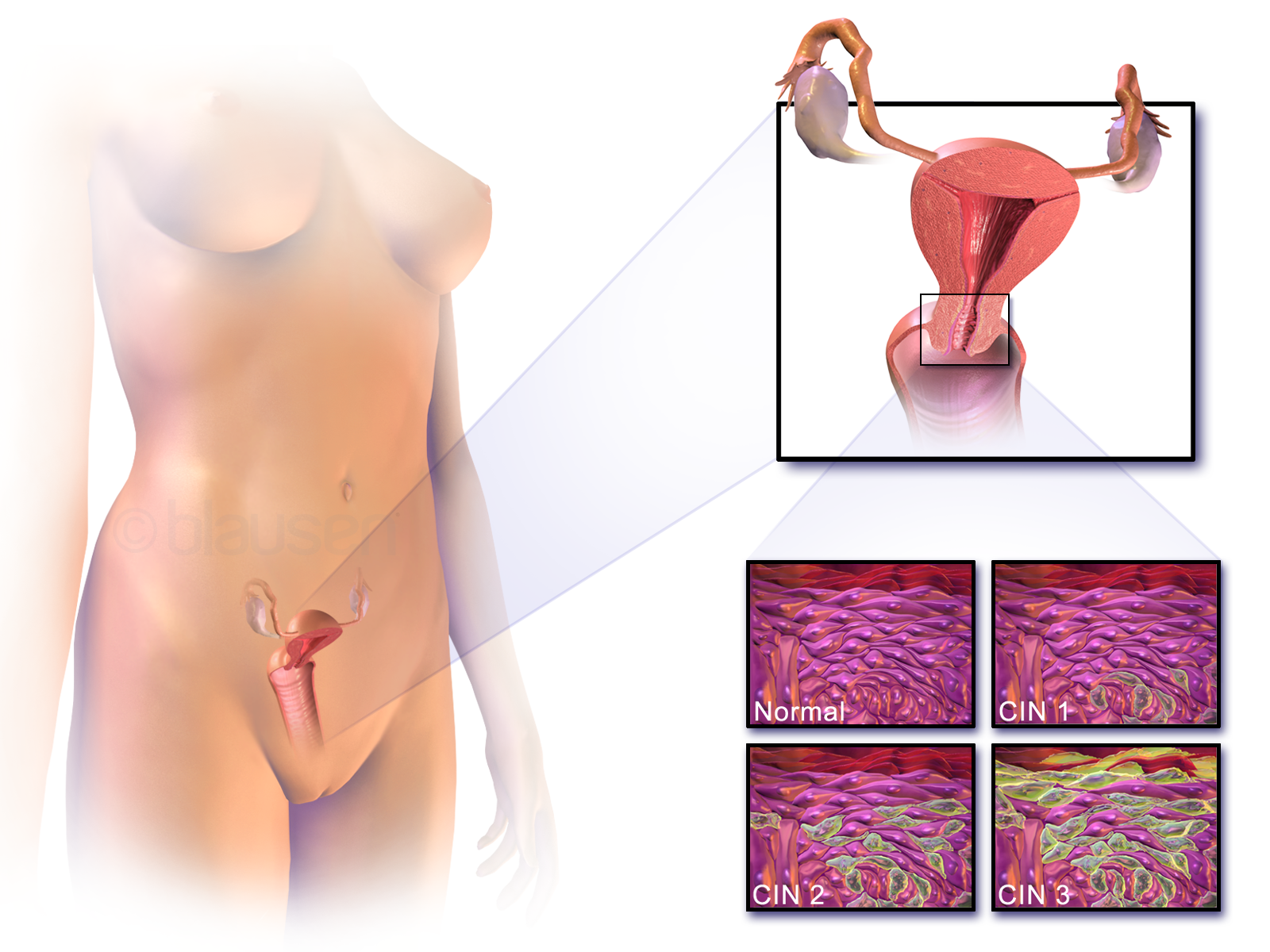
خلل تنسّج في عنق الرحم

### خلل التنسّج، والسرطان في الموضع الأصلي، والسرطان الغازي
إن هذه الثلاثة مصطلحات مرتبطة ببعضها، فهي تمثّل مراحل في تطوّر الأورام الخبيثة في الطبقة الظّهارية. مدى إمكانية تطوّر السرطان يتعلّق بدرجة خلل التنسّج الموجودة.
- خلل التنسج: هي المرحلة الأكثر تقدّما في تطور السرطان، ويمكن التعرف عليها عن طريق الخزعة أومسحة عنق الرحم. ويمكن أن يكون الخلل ذا درجة منخفضة أوعالية، حيث يحمل النوع ذو الدرجة المنخفضة قابلية أقل للتطور إلى درجة عالية وبالتالي سرطان على عكس الثاني الذي يمثل مرحلة متقدمة اتجاه التحول لورم. العلاج يكون عادة بشكل مباشر.
- السرطان في الموضع الأصلي: وهو تحوّل في الآفة الورميّة بحيث لا تنضج الخلايا، ويمكن اعتبارها كالسرطان. تفقد الخلايا الظهاريّة هويتها النسيجيّة، وتنتكس إلى شكلها الخلويّ البدائيّ، حيث تنمو بسرعة بتحكّم غير طبيعي لنوع النسيج. لكن هذا النوع من السرطان يبقى موضعيّا ولا يغزو النسيج المجاور.
- السرطان الغازي: وهو آخر خطوة في السلسلة. حيث يحدث غزو لما بعد الغشاء القاعديّ، ويملك هذا السرطان قدرة على الانتشار إلى أجزاء أخرى من الجسم. ومن الممكن عادةً علاج هذا السرطان لكن نسبة نجاح ليست بعالية دائماً. لكنه إذا بقي بلا علاج، فسينتهي دائما تقريبا بالموت.